# Mette Towley
Mette Towley (Minnesota, 31 de maio de 1991) é uma atriz e dançarina norte-americana.